# Rutherfordin
Rutherfordin ist ein selten vorkommendes Mineral aus der Mineralklasse der „Carbonate und Nitrate“ (ehemals Carbonate, Nitrate und Borate, siehe Klassifikation). Es kristallisiert im orthorhombischen Kristallsystem mit der Zusammensetzung (UO2)(CO3), ist also chemisch gesehen ein Uranylcarbonat.
Rutherfordin findet sich meist in Form dichter bis pulvriger Massen auf Uraninit (UO2), bildet aber auch radialstrahlige, faserige bis filzige Aggregate und selten auch leistenförmige Kristalle bis etwa drei Millimetern Größe aus. Seine Farbe variiert zwischen Hellgelb bis fast Weiß, Strohgelb bis Grünlichgelb oder Orange bis Bernsteinbraun.

## Etymologie und Geschichte
Rutherfordin wurde am westlichen Abhang des Lukwengule im Ulugurugebirge in Tansania entdeckt und 1906 erstmals durch den deutschen Chemiker Willy Marckwald (1864–1942) beschrieben, der das Mineral nach dem bekannten Atomphysiker Ernest Rutherford benannte, um dessen Verdienste zur Erforschung der Radioaktivität zu ehren.
Es existieren zwei Typminerale, wovon sich eines im Naturkundemuseum Paris (Katalog-Nr. 109.1083) sowie ein weiteres am National Museum of Natural History (Katalog-Nr. 93291), Washington, D.C., USA befindet.

## Klassifikation
In der veralteten 8. Auflage der Mineralsystematik nach Strunz gehörte der Rutherfordin zur gemeinsamen Klasse der Carbonate, Nitrate und Borate und dort zur Abteilung der „Wasserhaltige Carbonate mit fremden Anionen“, wo er zusammen mit Andersonit, Bayleyit, Liebigit, Metazellerit, Rabbittit, Schröckingerit, Sharpit, Studtit, Swartzit, Voglit, Wyartit und Zellerit die „Gruppe der Uranyl-Carbonate“ mit der Systemnummer V/F.01 bildete.
Die von der International Mineralogical Association (IMA) zuletzt 2009 aktualisierte 9. Auflage der Strunz’schen Mineralsystematik ordnet den Rutherfordin in die verkürzte Klasse „Carbonate und Nitrate“, dort allerdings ebenfalls in die Abteilung der „Uranylcarbonate“ ein. Diese ist jedoch weiter unterteilt nach dem Stoffmengenverhältnis von Uranyl zu Carbonatkomplex, so dass das Mineral entsprechend seiner Zusammensetzung in der Unterabteilung „UO2 : CO3 < 1 : 1 – 1 : 2“ zu finden ist, wo es als einziges Mitglied die unbenannte Gruppe 5.EB.05 bildet.
Auch die vorwiegend im englischen Sprachraum gebräuchliche Systematik der Minerale nach Dana ordnet den Rutherfordin wie die veraltete Strunz’sche Systematik in die gemeinsame Klasse der „Carbonate, Nitrate und Borate“ und dort in die Abteilung der „Wasserfreien Carbonate“ ein. Hier ist er als einziges Mitglied in der unbenannten Gruppe 14.01.04 innerhalb der Unterabteilung „Wasserfreie Carbonate mit einfacher Formel A+CO3“ zu finden.

## Kristallstruktur

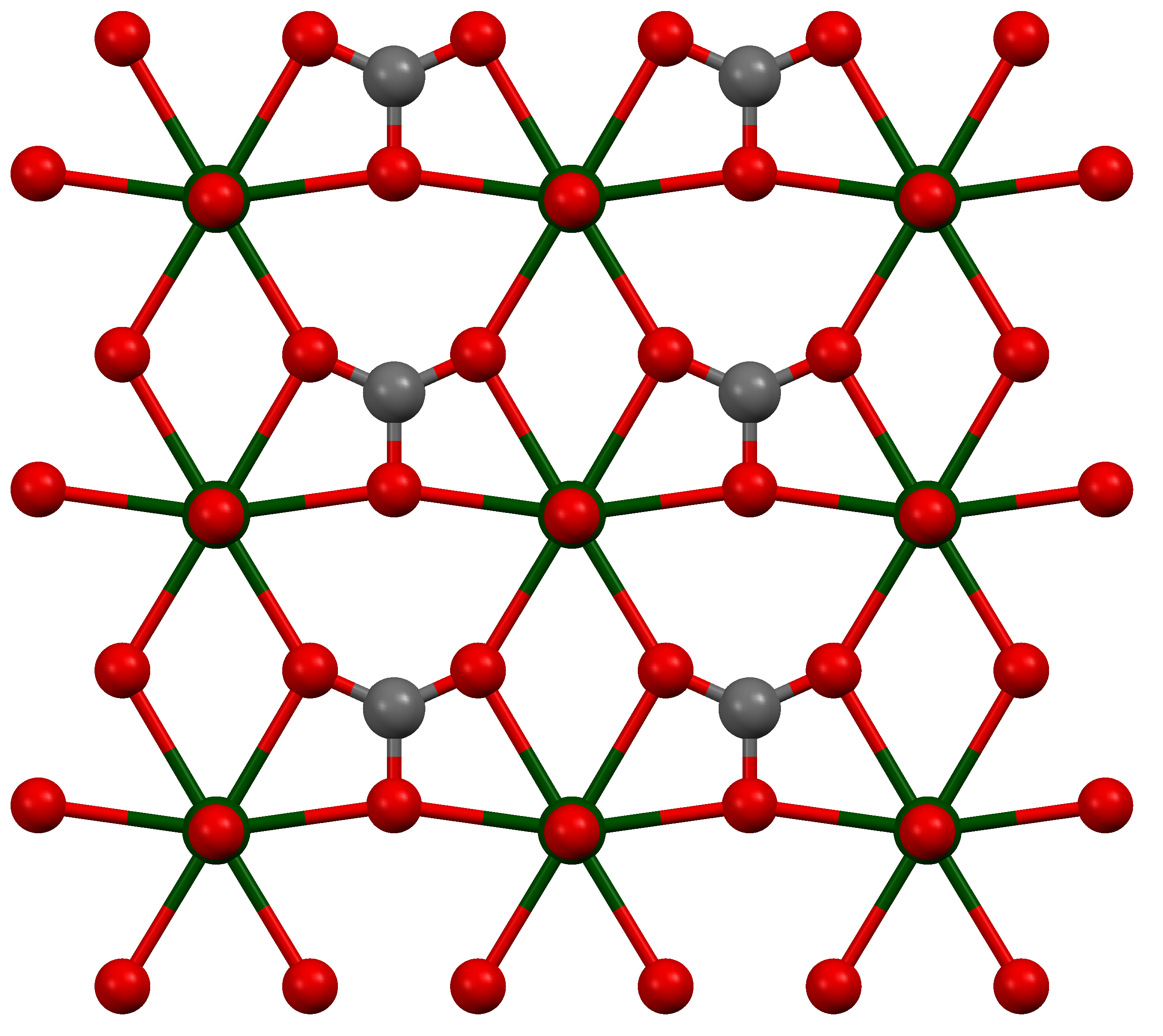
Kristallstruktur von Rutherfordin in Richtung der kristallographischen b-Achse
green U
red O
1. A9A9A9 C

Rutherfordin kristallisiert orthorhombisch in der Raumgruppe Imm2 (Raumgruppen-Nr. 44) mit den Gitterparametern a = 4,84 Å; b = 9,27 Å und c = 4,30 Å sowie zwei Formeleinheiten pro Elementarzelle. Das Uranyl-Ion weist dabei eine verzerrt hexagonal-bipyramidale Struktur auf. In der nebenstehenden Abbildung ragen die Uranyl-Sauerstoffatome nach oben und unten aus der Ebene heraus. In der äquatorialen Ebene koordiniert ein Carbonat-Anion vier Uranyl-Ionen, so dass diese zu linearen Schichten verknüpft werden. Diese Schichten liegen im Kristallgitter parallel zueinander, und zwar derart, dass die Uranyl-Sauerstoffatome die freie Koordinationsstelle des Carbonat-Anions koordinieren, so dass sich für dieses eine leicht verzerrte trigonal-bipyramidale Struktur ergibt.

## Eigenschaften
Das Mineral ist durch seinen Urangehalt von bis zu 72,12 Gew.-% radioaktiv. Unter Berücksichtigung der Mengenanteile der radioaktiven Elemente in der idealisierten Summenformel sowie der Folgezerfälle der natürlichen Zerfallsreihen wird für das Mineral eine spezifische Aktivität von etwa 129,1 kBq/g angegeben (zum Vergleich: natürliches Kalium 0,0312 kBq/g). Der zitierte Wert kann je nach Mineralgehalt und Zusammensetzung der Stufen deutlich abweichen, auch sind selektive An- oder Abreicherungen der radioaktiven Zerfallsprodukte möglich und ändern die Aktivität.
1954 führte Hans W. Bültemann fluoreszenzanalytische Untersuchungen an sekundären Uranmineralen durch, zu denen auch ein stark gelbgrün fluoreszierender Rutherfordin aus der Region Morogoro (Tansania) gehört haben soll. Bültemanns Beobachtung konnte jedoch durch synthetisch erzeugten und damit stoffreinen Rutherfordin nicht bestätigt werden. Eine aufgrund der Zusammensetzung eher unwahrscheinliche Fluoreszenz wäre damit nur das Ergebnis von Fremdbeimengungen und Sekundärmineralbildungen in natürlich gebildeten Rutherfordinproben.

## Bildung und Fundorte

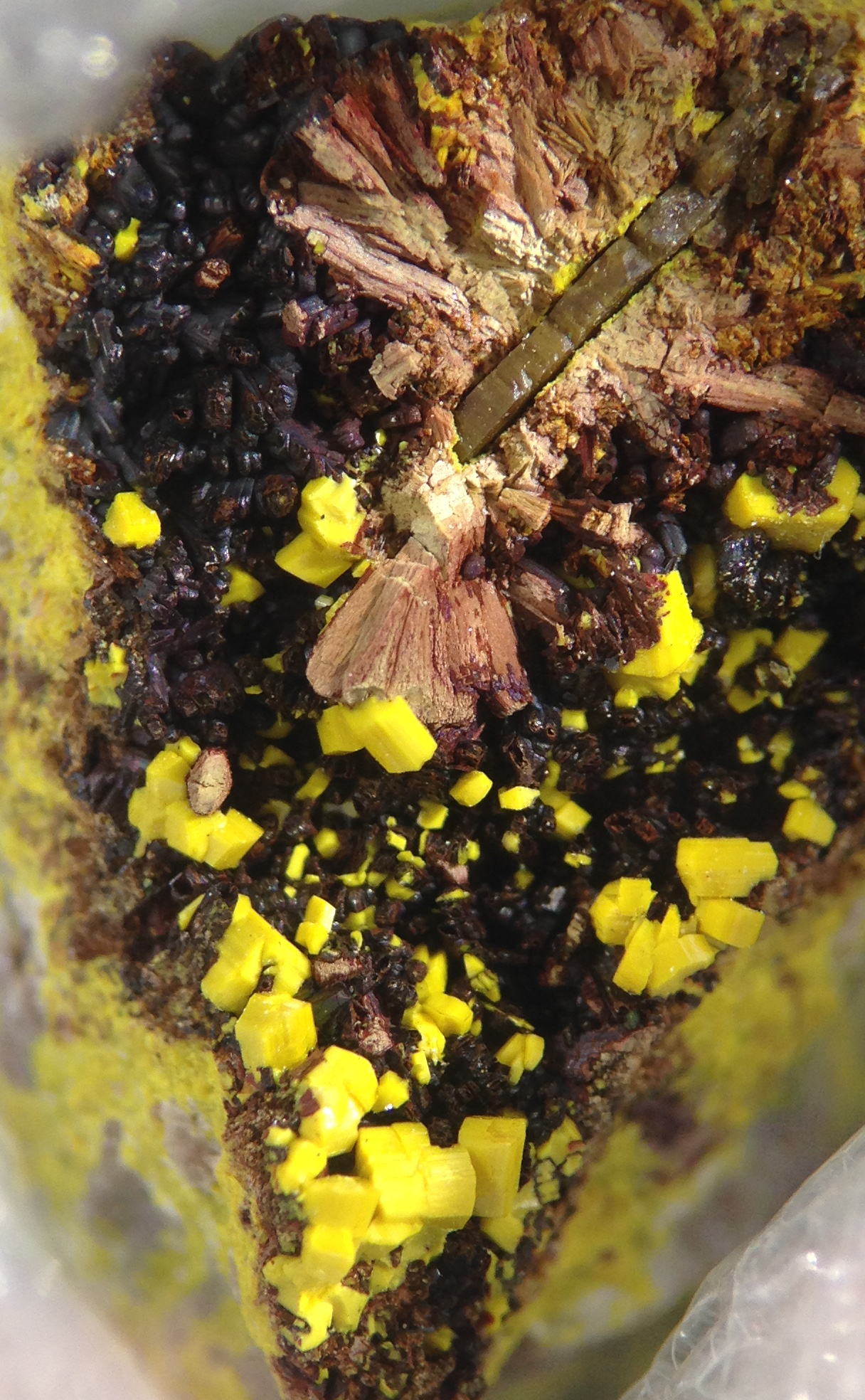
Paragenese von Rutherfordin (braun) mit Soddyit (gelb) aus der Kolwezi Mine, Demokratische Republik Kongo

Rutherfordin bildet sich als typisches Sekundärmineral durch Verwitterung aus Uraninit. Neben diesem können als weitere Paragenesen unter anderem noch Becquerelit, Billietit, Boltwoodit, Curit, Fourmarierit, Kasolit, Masuyit, Metatorbernit, Schoepit, Sklodowskit, Studtit und Vandendriesscheit auftreten.
Als seltene Mineralbildung konnte Rutherfordin nur an wenigen Orten nachgewiesen werden, wobei weltweit bisher rund 60 Vorkommen dokumentiert sind (Stand 2024). Seine Typlokalität Lukwengule im Ulugurugebirge ist dabei der bisher einzige bekannte Fundort in Tansania.
In Deutschland trat das Mineral unter anderem in den Gruben „Sophia“ bei Wittichen, „Segen Gottes“ bei Schnellingen/Haslach im Kinzigtal bzw. Alpirsbach und „Krunkelbach“ in Baden-Württemberg; in der Grube „Johannesschacht“ bei Wölsendorf in Bayern; in der Uranlagerstätte Ellweiler in Rheinland-Pfalz und bei Schneeberg im sächsischen Erzgebirge auf.
Der bisher einzige bekannte Fundort in Österreich ist der Übelskogel bei Waldenstein (Gemeinde Wolfsberg) in Kärnten, wo das Mineral in Gesteinsproben beim Tunnelbau für die Süd Autobahn A2 entdeckt wurde.
Weitere Fundorte liegen unter anderem in Australien, Brasilien, China, der Demokratischen Republik Kongo (Zaire), Frankreich, Kanada, Norwegen, Tschechien, im Vereinigten Königreich (Großbritannien) und den Vereinigten Staaten von Amerika (USA).

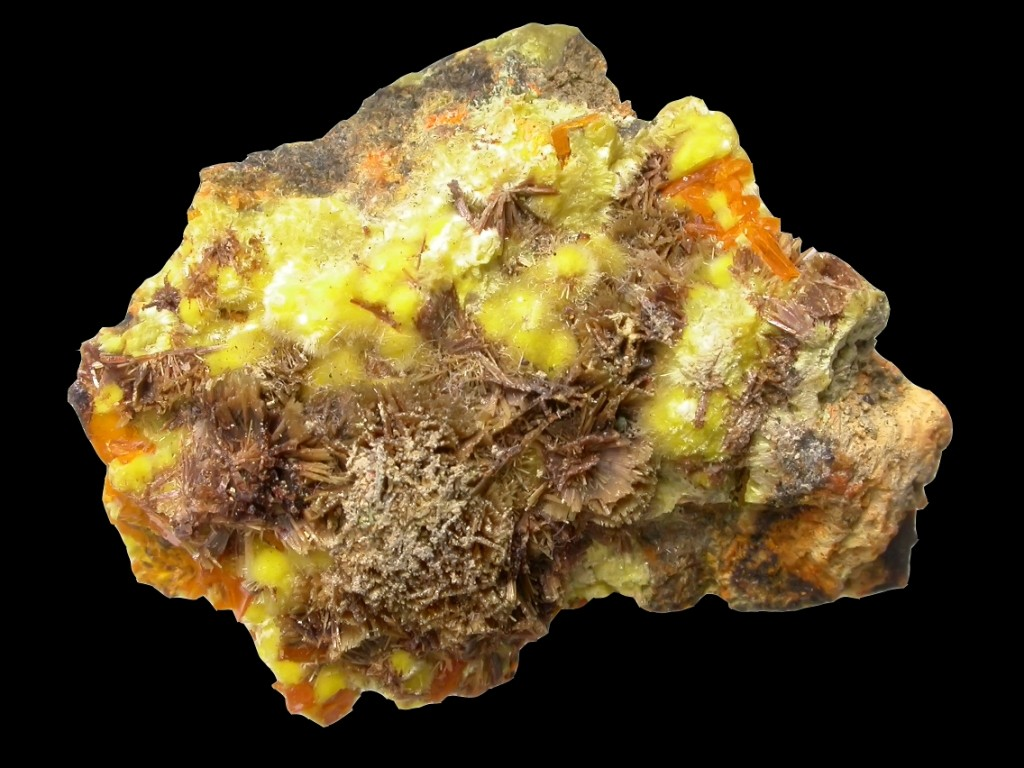
Rutherfordin (dunkelbeige), Billietit (orange) und Uranophan (gelb) aus der Shinkolobwe Mine, Katanga, Demokratische Republik Kongo (Größe: 2,5 cm × 2,0 cm × 0,7 cm)
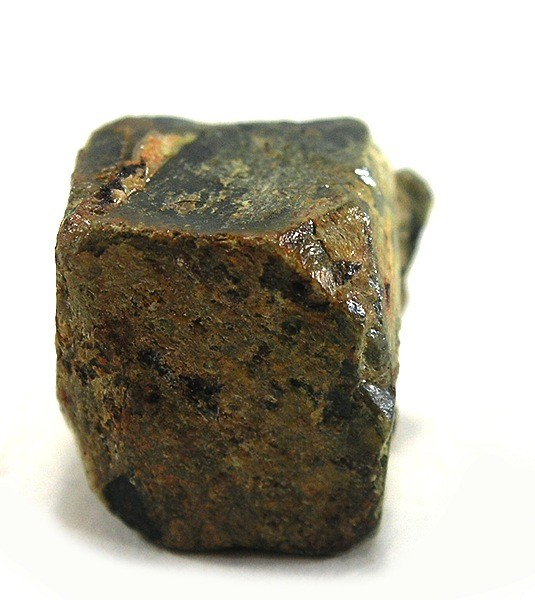
Rutherfordin (gelblichbrauner Belag) auf Uraninit aus dem Ulugurugebirge, Tansania (0,9 cm × 0,8 cm × 0,7 cm)
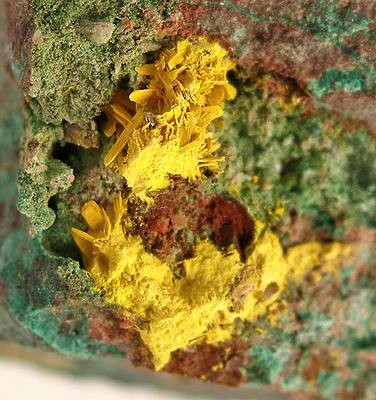
Schoepit-Pseudomorphose nach Rutherfordin aus der Musonoi Mine, Katanga, Demokratische Republik Kongo (Gesamtgröße: 3,5 cm × 3,1 cm × 2,5 cm)

## Vorsichtsmaßnahmen
Aufgrund der starken Radioaktivität sollten Mineralproben von Rutherfordin nur in staub- und strahlungsdichten Behältern, vor allem aber niemals in Wohn-, Schlaf- und Arbeitsräumen aufbewahrt werden. Ebenso sollte eine Aufnahme in den Körper (Inkorporation, Ingestion) auf jeden Fall verhindert und zur Sicherheit direkter Körperkontakt vermieden sowie beim Umgang mit dem Mineral Mundschutz und Handschuhe getragen werden. Uran und die meisten Glieder seiner Zerfallsreihe sind Alpha- bzw. Betastrahler, deren Strahlung deutlich weniger tief in Gewebe eindringt als Gammastrahlung. Allerdings ist der Schaden, wenn diese Strahlung innerhalb des Körpers auftritt – im Vergleich zu Gammastrahlung – deutlich erhöht. Dies erklärt den Wert von Schutzausrüstung und sauberem Arbeiten bei der Handhabung dieser Substanzen, auch wenn derartige Maßnahmen gegen Gammastrahlung nahezu wirkungslos sind.